# ستيفان تودوروف
ستيفان تودوروف هو لاعب كرة قدم بلغاري في مركز الهجوم، ولد في 9 أكتوبر 1982. لعب مع يونيا يانيكوو ‏.

## النوادي
- سسكا صوفيا
- أكاديميك سفيشتوف
- ?–2004  نادي سبارتاك بليفين
- 2004  بيليت أورلي بليفين
- 2004  سلافيا صوفيا
- 2004–05  نادي بيلاسيتسا بيتريتش لكرة القدم
- 2006  فيسلا بلوسك
- 2006  يونيا يانيكوفو
- 2007–?